# Ladomirová
Ladomirová (bis 1927 slowakisch auch „Ladomirovce“; ungarisch Ladomérvágása – bis 1902 Ladomér) ist eine Gemeinde im Nordosten der Slowakei mit 1064 Einwohnern (Stand 31. Dezember 2024), die im Okres Svidník, einem Kreis des Prešovský kraj, sowie in der traditionellen Landschaft Šariš liegt.

## Geographie

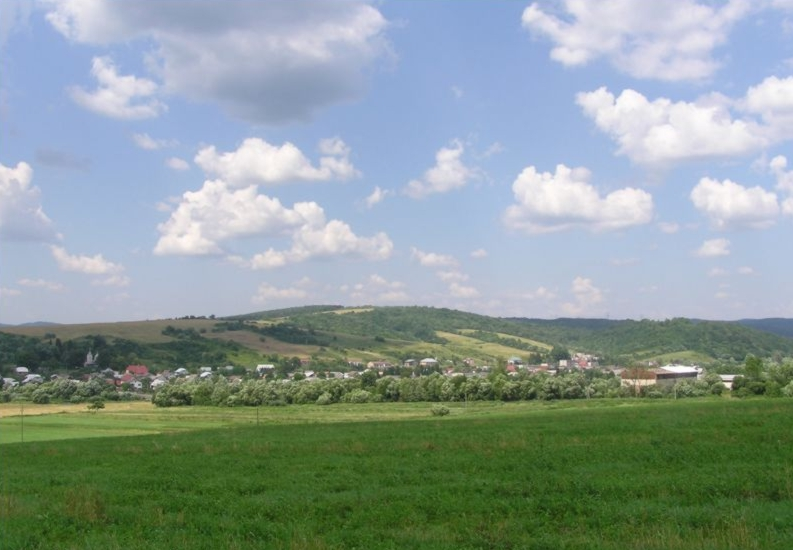
Blick auf den Ort

Die Gemeinde befindet sich in den Niederen Beskiden im Bergland Ondavská vrchovina im Tal des Flusses Ladomirka im Einzugsgebiet der Ondava, unweit der Staatsgrenze zu Polen. Das Ortszentrum liegt auf einer Höhe von 263 m n.m. und ist sechs Kilometer von Svidník entfernt (Straßenentfernung).
Nachbargemeinden sind Dobroslava im Norden, Hunkovce im Nordosten, Krajné Čierno und Šemetkovce im Osten, Vagrinec und kurz Nová Polianka im Süden, Svidník im Südwesten und Westen und Kapišová im Nordwesten.

## Geschichte
Ladomirová wurde zum ersten Mal 1414 als Ladamerwagasa schriftlich erwähnt. In einem Steuerverzeichnis aus dem Jahr 1427 war keine Steuer für den Ort, der zum Herrschaftsgebiet der Burg Makovica gehörte und Standort einer Mautstelle war, fällig. 1787 hatte die Ortschaft 102 Häuser und 720 Einwohner, 1828 zählte man 128 Häuser und 946 Einwohner, die als Landwirte, Viehhalter und Waldarbeiter beschäftigt waren. 
Bis 1918 gehörte der im Komitat Sáros liegende Ort zum Königreich Ungarn und kam danach zur Tschechoslowakei beziehungsweise zur heutigen Slowakei. Nach dem Ersten Weltkrieg ließen sich russisch-orthodoxe Mönche im Dorf nieder. Sie bauten die orthodoxe Kirche des heiligen Erzengels Michael und gründeten das orthodoxe Kloster des heiligen Hiob von Počaev, in dem in den 1920er Jahren viele berühmte Geistliche und Mönche aus dem ehemaligen russischen Reich lebten, die der Gerichtsbarkeit der Russische Orthodoxen Kirche im Ausland. Ladomirová wurde in der Zwischenkriegszeit zu einem wichtigen Zentrum der Verlagstätigkeit der russischen Diaspora. Der gebürtige Ladomirová war Metropolit Laurus Schkurla (1928–2008), Oberhaupt der Russische Orthodoxen Kirche im Ausland, der seinen kirchlichen Dienst in diesem Kloster begann.
Im Rahmen der Karpaten-Duklaer Operation im Zweiten Weltkrieg fand im Herbst 1944 bei Ladomirová eine große Panzerschlacht statt. Der Ort wurde durch die Kampfhandlungen beinahe vollständig zerstört, nach dem Krieg aber wieder aufgebaut. In der sozialistischen Tschechoslowakei pendelte ein Großteil der Bevölkerung zur Arbeit in Industriebetriebe im nahen Svidník.

## Bevölkerung
| Jahr                | 1994 | 2004     | 2014     | 2024    |
| ------------------- | ---- | -------- | -------- | ------- |
| Anzahl der Personen | 775  | 858      | 1016     | 1064    |
| Unterschied         |      | +10,70 % | +18,41 % | +4,72 % |

| Jahr                | 2023 | 2024    |
| ------------------- | ---- | ------- |
| Anzahl der Personen | 1061 | 1064    |
| Unterschied         |      | +0,28 % |

Gemäß der Volkszählung 2011 wohnten in Ladomirová 992 Einwohner, davon 787 Slowaken, 125 Russinen, 23 Roma, sechs Ukrainer und drei Tschechen. Zwei Einwohner gaben eine andere Ethnie an und 53 Einwohner machten keine Angabe zur Ethnie.
593 Einwohner bekannten sich zur griechisch-katholischen Kirche, 274 Einwohner zur orthodoxen Kirche, 53 Einwohner zur römisch-katholischen Kirche, vier Einwohner zur Evangelischen Kirche A. B. und ein Einwohner zur reformierten Kirche. Sechs Einwohner bekannten sich zu einer anderen Konfession, sechs Einwohner waren konfessionslos und bei 55 Einwohnern wurde die Konfession nicht ermittelt.

## Bauwerke und Denkmäler

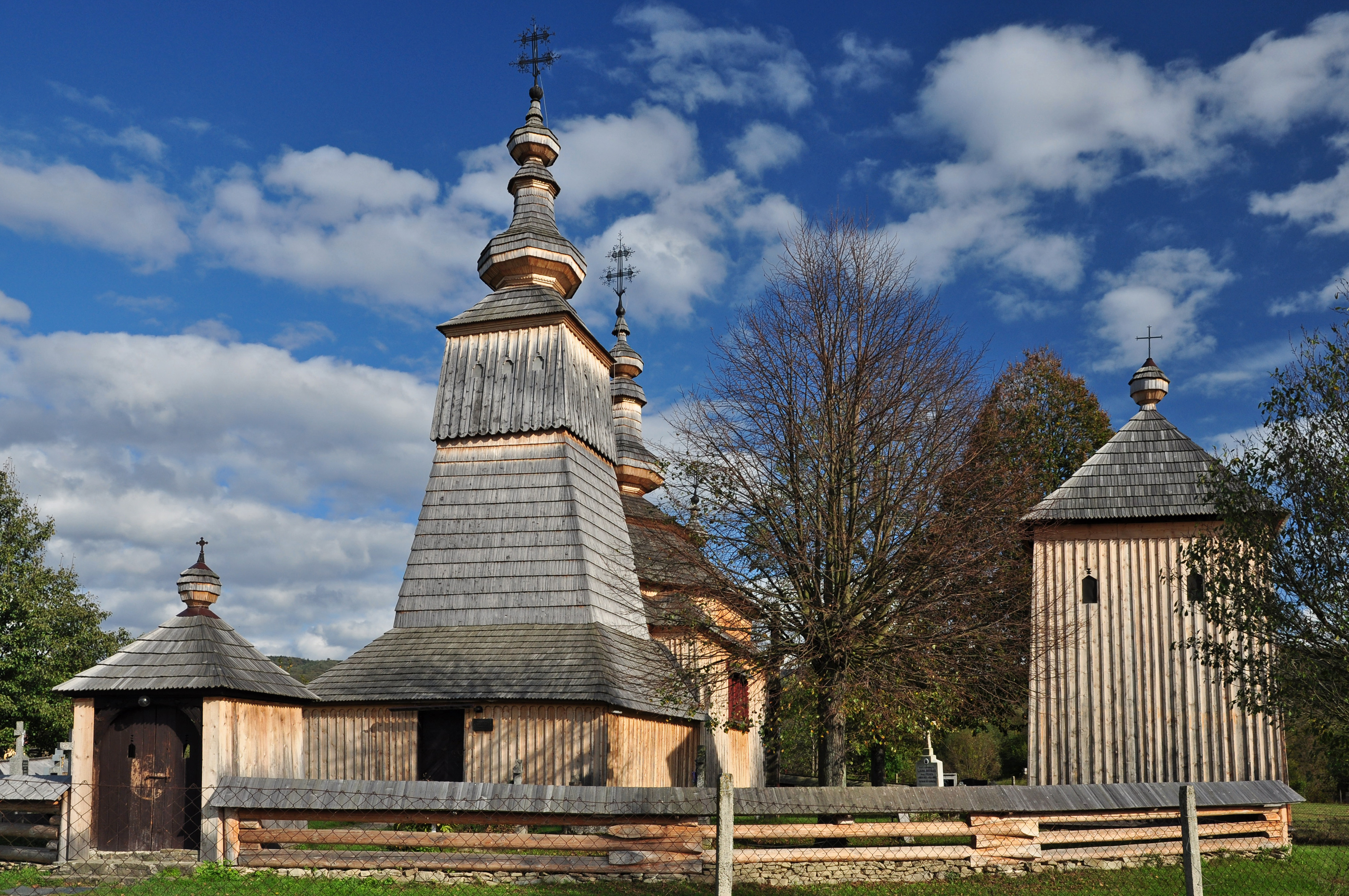
Griechisch-katholische Holzkirche

Die Hauptsehenswürdigkeit von Ladomirová ist die griechisch-katholische Holzkirche Erzengel Michael aus dem Jahr 1742 mit einem Glockenturm, die 2008 Teil der UNESCO-Welterbestätte Holzkirchen im slowakischen Teil der Karpaten wurde. Gleich nebenan steht ein Holzglockenturm. Weiter gibt es die orthodoxe Klosterkirche Hl. Michael aus den 1920er Jahren sowie einen Militärfriedhof aus dem Ersten Weltkrieg.

## Verkehr
Durch Ladomirová verläuft die Cesta I. triedy 21 (I/21, „Straße 1. Ordnung“) als Teil der E 371 von Svidník zur polnischen Grenze am Duklapass. Dieser Straßenzug soll in der Zukunft um die Schnellstraße R4 ergänzt werden. Direkt im Ort zweigt die Cesta III. triedy 3541 (III/3541) nach Vagrinec und Šemetkovce ab.

## Söhne und Töchter des Ortes
- Laurus Schkurla (1928–2008), Oberhaupt der russisch-orthodoxen Auslandskirche